# Nebimen
Nebimen est un prénom masculin de l'Égypte antique, signifiant littéralement « c'est mon seigneur, Amon ».